# Santa Alianza

Los estados fundadores de la Santa Alianza:
----
Imperio austríaco
Reino de Prusia
Imperio ruso

La Santa Alianza (en alemán: Heilige Allianz; en ruso: Священный союз, transliterado como Sviashchenny soyuz o, de manera académica, como Svejaščennyj Sojuz) fue un pacto celebrado, por iniciativa de Alejandro I de Rusia, entre Austria, Rusia y Prusia, el 26 de septiembre de 1815 en París (Francia), tras la batalla de Waterloo. Los tres monarcas invocaron los principios cristianos, previendo mantener en sus relaciones políticas los «preceptos de justicia, de caridad y de paz», con el objetivo de contener el liberalismo y el secularismo que se había sembrado en Europa fruto de la Revolución francesa. En su pacto ellos se comprometían a intervenir donde fuera necesario para defender la legitimidad monárquica y los principios del absolutismo y sofocar cualquier movimiento revolucionario. Se suele confundir a menudo con la Cuádruple Alianza (1815), que incluye a Reino Unido. 
En 1872 el canciller alemán Otto von Bismarck logró reconstruir una alianza austro-ruso-germana después de la unificación de Alemania, pero la alianza volvió a fallar en la década de 1880 debido a los conflictos de intereses de Austria y Rusia sobre la disolución del Imperio otomano.
La "Santa Alianza" fue en los hechos un acuerdo internacional particular y exclusivo, ya que se basa en el Cristianismo y en el apoyo al gobierno absolutista, y aunque aceptaba la adhesión de otras casas reales cristianas afines a esta causa, dejaba deliberadamente fuera a potencias como el Imperio otomano y al Reino Unido.

## Historia
Tradicionalmente la historiografía española ha considerado que la Santa Alianza, en el Congreso de Verona, dio el mandato a Francia para invadir España y acabar con el trienio liberal durante el reinado de Fernando VII de España. Ese mandato se concretaría en un supuesto acuerdo secreto que condenaría a todo régimen liberal y la libertad de prensa, pero ese acuerdo solo se refleja en la historiografía española, sin existir en ningún archivo. Algunos historiadores españoles, como Jerónimo Bécker, consideran que es posible que se trate de una falsificación, mientras que la historiografía no española da por seguro la falsificación. Para Renouvin existió al menos el mandato de la Santa Alianza, que no de la Cuádruple dado el rechazo inglés a una intervención, tanto en Verona en 1822 como antes en Troppau y Laibach para dar carta blanca a Austria en las revueltas italianas. Sin embargo estos mandatos solo aprobaban una intervención que sucedería de todas formas dados los intereses particulares de Francia y Austria -respectivamente- en España y los estados italianos.
Declaración fundacional de la Santa Alianza del 26 de septiembre de 1815
“¡En nombre de la santa e indivisible Trinidad! Sus Majestades, el Emperador de Austria, el Rey de Prusia y el Zar de Rusia, a consecuencia de los grandes acontecimientos que han llenado a Europa en los últimos tres años, y especialmente de los beneficios que la Divina Providencia ha derramado sobre los Estados, se han convertido en sus gobiernos, que han puesto su confianza y esperanzas sólo en ellos, se han convencido de que es necesario basar sus relaciones mutuas en las verdades sublimes que enseña la religión imperecedera del Divino Salvador. Por lo tanto, declaran solemnemente que el propósito del presente acuerdo es simplemente demostrar ante todo el mundo su determinación inquebrantable, como guía de su conducta en la administración interna de sus Estados, así como en las relaciones políticas con cualquier otro gobierno, los preceptos de justicia sola, de amor y de paz, que, lejos de ser aplicables sólo a la vida privada, tienen por objeto influir directamente en la resolución de los príncipes y orientar todos sus pasos, a fin de dar permanencia a las instituciones humanas y remediar sus imperfecciones."

### Intervencionismo
La "Santa Alianza" se reunió en el año 1818 en un congreso en Aquisgrán, pactando medidas contra los "demagogos y revolucionarios" en los Estados de Alemania, así como la retirada de sus tropas de suelo francés y adhiriendo a Gran Bretaña a sus políticas, aunque el gobierno británico presidido por George Canning eludió todo acuerdo concreto para ayudar a la Alianza en cualquier intervención militar, sea con dinero, buques, o tropas. La Santa Alianza intentó contener las revoluciones de 1820 sin éxito.

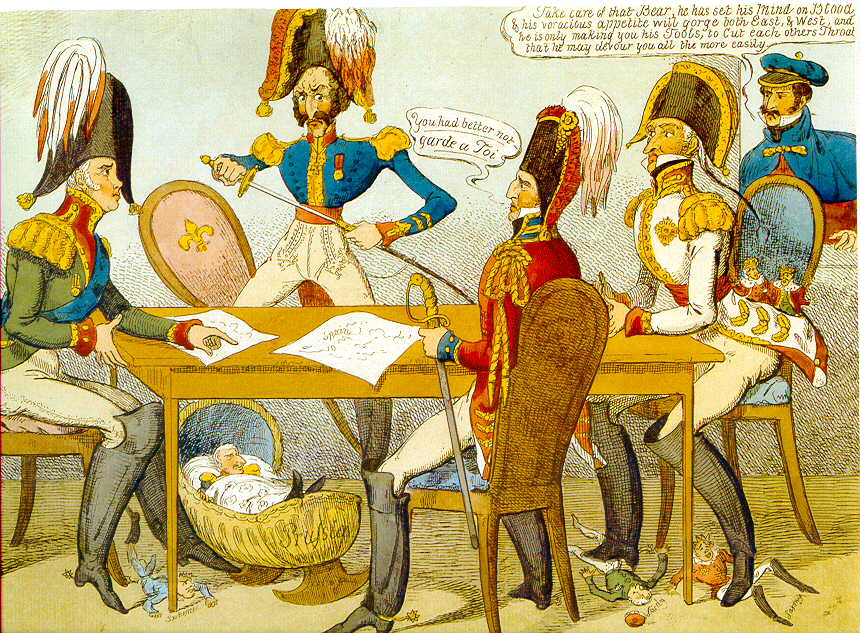
Caricatura contemporánea del congreso de Verona, 1822

Del mismo modo, en el Congreso de Troppau (de 1820), en el Congreso de Laibach (de 1821) y en el Congreso de Verona (de 1822) se consagró un "derecho de intervención" inspirado por el príncipe Metternich por el cual las grandes potencias europeas lucharían contra brotes de liberalismo en cualquier país del continente al constituir estos una "amenaza a la paz europea". Con eso admitía la Alianza tácitamente que Austria envíe tropas para sofocar revueltas liberales en el Reino de las Dos Sicilias y en el Reino de Piamonte (en 1820), y luego que Francia elimine toda huella de su pasado "revolucionario" enviando tropas contra los liberales de España para reponer a Fernando VII como rey absoluto en 1823. 
En ambas crisis Gran Bretaña rehusó intervenir en favor de la Alianza al juzgar que sus intereses (esencialmente de comercio internacional) no estaban siendo afectados y que la movilización de sus tropas era determinado por su parlamento y no solo por el rey, en tanto Gran Bretaña no era una monarquía absoluta como Austria, Rusia o Prusia. 
Por este mismo motivo el gobierno británico también rechazó ayudar a la Alianza cuando ésta autorizó en Verona una intervención de Francia para restablecer el dominio de los Borbones sobre España y también sobre sus provincias en América. La decisión de Gran Bretaña tiene su causa en el lucrativo comercio internacional de firmas británicas con la antigua América española, temiendo que una reacción de España patrocinada por la Alianza le trajera competidores a un rentable mercado. No obstante, Austria, Prusia, y Rusia carecían de una flota de guerra que desafiara la negativa británica (y su dominio en las aguas del Atlántico) ni deseaban disponer de sus propias tropas para una "expedición a España", por lo cual los planes de la Alianza se redujeron a aprobar toda decisión de Francia en defensa del absolutismo de Fernando VII en la España metropolitana.
A largo plazo, la Alianza fracasó ante las políticas dispares de sus integrantes. Así, al estallar la guerra de independencia de Grecia contra el Imperio Otomano en 1821, la Alianza se pronunció contra la sublevación griega, pero Gran Bretaña y Francia apoyaron informalmente a los rebeldes griegos para salvaguardar sus propios intereses económicos y políticos en el Mediterráneo, zona donde Austria y Prusia tenían escaso poder e influencia. 
Ante ello, Rusia empezó a mostrar grandes dudas sobre la conveniencia de la posición de la Alianza de no intervenir en Grecia, pues ello implicaba la forzada inacción rusa ante el crecimiento de la influencia franco-británica en el Mediterráneo. De hecho, tras la muerte del zar Alejandro I en noviembre de 1825, su hermano y sucesor Nicolás I determinó apoyar también a los griegos sublevados para debilitar al régimen otomano y evitar que británicos y franceses fuesen los únicos aliados de una Grecia independiente. Esto mostró una fractura irremediable de las políticas entre los integrantes de la Alianza, que prácticamente quedó inactiva desde entonces.
La Alianza generalmente se asocia con la alianza posterior, Cuádruple Alianza, que incluía al Reino Unido y (desde 1818) a Francia con el objetivo de defender el acuerdo de paz europeo y el equilibrio de poder en el Concierto europeo celebrado en el congreso de Verona.

### Declive y disolución
Después de que la Santa Alianza experimentó una nueva edición en la década de 1850 tras la derrota de las revoluciones de 1848/49, finalmente se desmoronó en la Guerra de Crimea. Austria, que sólo se había salvado del colapso aparentemente posible con la ayuda de Rusia durante el levantamiento húngaro de 1849, había pedido a Rusia el 3 de junio de 1854 que se retirara de los principados del Danubio y los ocupó ella misma después de la retirada rusa. Como resultado, las relaciones entre Austria y Rusia quedaron destrozadas. Las relaciones de Austria con Prusia también se volvieron más tensas. También existía el riesgo de que Gran Bretaña y Francia bajo Napoleón III. estar aislado. A largo plazo, la constelación de poder europea, que parecía relativamente estable desde el Congreso de Viena (aparte de los numerosos disturbios internos en los respectivos estados), cambió permanentemente en desventaja para Austria.

## Organización
En la práctica, el canciller del Estado y ministro de Asuntos Exteriores austriaco, el príncipe Klemens von Metternich, la convirtió en un bastión contra la democracia, la revolución y el laicismo. También permitió coordinar la supresión de los esfuerzos polacos por restaurar un estado independiente, por parte de Austria en el Reino de Galitzia y Lodomeria, por parte de Rusia en su Congreso de Polonia y por parte de Prusia en el Gran Ducado de Posen y en Prusia Occidental. 
Los monarcas de la Alianza lo utilizaron para suprimir la influencia revolucionaria (especialmente de la Revolución Francesa) en sus propias naciones, pero, conforme a la costumbre diplomática de inicios del siglo XIX, las acciones de los aliados se fijaban mediante "congresos" o convenciones de embajadores en una ciudad determinada y con un propósito concreto. Pese al régimen absolutista de los países integrantes, donde el monarca dirigía teóricamente todos los actos políticos relevantes, las decisiones de política exterior contaban con la influencia de diplomáticos expertos como Metternich o Talleyrand.
La Alianza suele asociarse con las posteriores Cuádruple y Quíntuple Alianzas, que incluían al Reino Unido y (a partir de 1818) a la Francia con el objetivo de mantener el acuerdo de paz europeo y el equilibrio de poder en el Concierto de Europa concluido en el Congreso de Viena. El 29 de septiembre de 1818, Alejandro, el emperador Francisco I de Austria y el rey Federico Guillermo III de Prusia se reunieron con el Duque de Wellington, Vizconde Castlereagh y el Duc de Richelieu en el Congreso de Aix-la-Chapelle para exigir medidas severas contra los "demagogos universitarios", que se concretarían en los Decretos de Carlsbad del año siguiente. En el Congreso de Troppau de 1820 y en el posterior Congreso de Laibach de 1821, Metternich intentó alinear a sus aliados en la supresión de la revuelta de los Carbonari contra el rey Fernando I de las Dos Sicilias.  La Quíntuple Alianza se reunió por última vez en el Congreso de Verona de 1822 para desaconsejar la Revolución griega y resolver sobre los Invasión francesa de España.
Las últimas reuniones habían puesto de manifiesto el creciente antagonismo entre Gran Bretaña y Francia, especialmente en torno a la unificación italiana, el derecho a la autodeterminación y la Cuestión de Oriente. Convencionalmente se considera que la Alianza se extinguió con la muerte de Alejandro en 1825. Tras la Revolución de julio de 1830, Francia se separó, dejando al núcleo formado por Austria, Prusia y Rusia como un bloque Europa Central-Europa Oriental que volvió a congregarse para reprimir las Revoluciones de 1848. La alianza austro-rusa se rompió finalmente en la Guerra de Crimea. Aunque Rusia había ayudado a suprimir la Revolución húngara de 1848, Austria no tomó ninguna medida para apoyar a su aliado, se declaró neutral e incluso ocupó las tierras de Valaquian y Moldavian en el Danubio tras la retirada rusa en 1854. A partir de entonces, Austria permaneció sin aliados, lo que se sumó a la pérdida de su papel de liderazgo en los estados alemanes y culminó con su derrota durante la guerra austro-prusiana en 1866.

## Recepción
Karl Marx y Friedrich Engels consideraban la disolución de la Santa Alianza mediante la lucha conjunta de los pueblos revolucionarios como el requisito decisivo para el establecimiento de la democracia burguesa en Europa.
En 1946, el escritor Felix Dassel, echando la vista atrás a dos guerras mundiales, consideraba la Santa Alianza como un astuto diagnóstico de los peligros venideros para el desarrollo europeo. Al mismo tiempo, la historiografía no podía ignorar la constatación de que la Alianza era más capaz de reconocimiento intelectual que de acción preventiva. Habían previsto los desastres que se avecinaban, pero intentaron evitarlos con medios ineficaces.

## Impacto en el comercio
Si bien la Santa Alianza tuvo como objetivo principal suprimir los movimientos revolucionarios y mantener el statu quo en Europa, su impacto en el comercio fue indirecto pero significativo debido a su influencia en la estabilidad política de la región y promover políticas conservadoras. Por ello, influyó en las regulaciones comerciales, el crecimiento industrial y las relaciones económicas internacionales. Las acciones de la alianza dieron forma al panorama comercial de Europa durante el siglo XIX temprano, sentando las bases para futuros desarrollos económicos.
Estabilidad Política y Comercio
Los esfuerzos de la Santa Alianza para suprimir los movimientos revolucionarios ayudaron a mantener la estabilidad política en Europa. Esta estabilidad fue beneficiosa para el comercio, ya que redujo el riesgo de interrupciones que podrían surgir de las convulsiones políticas.  La alianza promovió políticas conservadoras, que a menudo incluían medidas proteccionistas comerciales. Estas políticas podrían tanto obstaculizar como apoyar el comercio, dependiendo del país y de sus estrategias económicas.
Influencia en el Comercio Internacional
Aunque el Sistema Continental fue una política napoleónica, la reacción conservadora liderada por la Santa Alianza afectó indirectamente los sistemas comerciales establecidos. El retorno a las monarquías tradicionales significó un retroceso en algunas de las políticas económicas liberales que Napoleón había introducido. La alianza facilitó la cooperación económica entre sus miembros, lo que podría fomentar las relaciones comerciales. Sin embargo, también significaba que los países fuera de la alianza podrían enfrentar dificultades para comerciar con los Estados miembros debido a las políticas económicas cohesivas dentro de la alianza.
Barreras Comerciales y Aranceles
Los Estados miembros de la Santa Alianza a menudo implementaban medidas proteccionistas para proteger sus economías de la competencia externa. Si bien esto protegía las industrias nacionales, también creaba barreras para el comercio internacional. Los gobiernos conservadores apoyados por la Santa Alianza tendían a imponer altos aranceles sobre los productos importados, lo que podía obstaculizar el comercio internacional pero potencialmente fortalecer los mercados internos.
Impacto Económico a Largo Plazo
La era de la Santa Alianza coincidió con las primeras etapas de la Revolución Industrial. La estabilidad política proporcionada por la alianza permitió el crecimiento económico y la industrialización, especialmente en Gran Bretaña, que, aunque no era miembro de la Santa Alianza, se benefició indirectamente de la estabilidad en Europa. Las potencias europeas continuaron expandiendo sus imperios coloniales durante este período, impactando significativamente el comercio global. La influencia política de la Santa Alianza ayudó a mantener el statu quo colonial, lo que tuvo profundos efectos en los patrones comerciales internacionales.